# Framski potok
Framski potok (Fram) – potok w północno-zachodniej części Słowenii, lewy dopływ Polskavy. Ma długość 26 km i powierzchnię zlewni wynoszącą 43 km².

## Przebieg i opis
Framski potok to lewy dopływ Polskavy ze wschodniego Pohorja. Źródło ma w lesie w pobliżu Slivniško Pohorje i płynie prawie aż do Framu wąskim i stromym wąwozem w kierunku południowo-wschodnim. Ta część doliny jest w całości zbudowana ze skał metamorficznych (głównie gnejsów) i zachowała się w stanie całkowicie naturalnym.  Nieco poniżej drogi Hoče–Areh znajduje się wyraźny próg w korycie rzeki, zbudowany z bardziej odpornego, ciemnego amfibolitu, przez który strumień spada w postaci 12-metrowego wodospadu. Strumień płynie stąd przez las na dnie wąskiego wąwozu aż powyżej Framu, gdzie obok pojawia się nieco szersza równina aluwialna i pierwsze domy. Również tutaj koryto rzeki jest całkowicie naturalne, strumień płynie wzdłuż własnego żwirowego aluwium między gęsto zarośniętymi brzegami. Ponad kilometr dalej rzeka płynie do osady Fram, położonej na łagodnym wzniesieniu. Strumień przepływa przez nią wąskim, uregulowanym korytem.
Poniżej Framu strumień przed wiekami dzielił się na dwie część. W dolnej części woda ze stawu płynęła dalej na południe przez wsie Zgornja Gorica i Spodnja Gorica. Tutaj część wody stopniowo znikała w żwirowym aluwium Drawskiego Pola, a część łączyła się z wodami z wilgotnych wąwozów poniżej wsi Požeg i jako Reka płynęła na południowy wschód, aż wpadała do Polskavy na południe od Župečja vas.
Obecnie Framski potok płynie poniżej Framu całkowicie zmienionym korytem, ale nadal rozgałęzia się. We wsi łączy się z małym Rančkim potokiem, a następnie wpływa do stawów Rački ribniki. Pozostała część wody płynie z estuarium zupełnie nowym, sztucznym korytem na południe pod autostradą styryjską. W pobliżu wsi Požeg wpada do niego Morski Potok, a nieco niżej woda wpływa do zbiornika Požeg. Po wyjściu ze zbiornika woda przepływa pod linią kolejową Maribor–Celje, a następnie sztucznym korytem rzeki wzdłuż równiny, mijając osady Stražgonjca, Zgornje Jablana, Spodnje Jablana i Dragonja. Ten odcinek Framskiego Potoka jest zgodny z dawnym potokiem Reka, który wypływał z mokradeł poniżej wsi Požeg. Nazwa Reka dla tego odcinka potoku jest odnotowana zarówno na starych mapach austriackich, jak i na współczesnych mapach topograficznych. Inne, nieco starsze źródła również używają nazwy Reka dla tego odcinka Framskiego Potoka.
Framski Potok był w przeszłości ważnym źródłem energii wodnej. W Framie działało kilka młynów, a w górę rzeki znajdowało się kilka mniejszych tartaków. Z rzeką związana jest również wielowiekowa tradycja pozyskiwania oleju z pestek dyni i innych olejów we Framie.
W latach 1976–1986 w ramach szeroko zakrojonej rekultywacji dolnego biegu Polskavy i jej dopływów przeprowadzono znaczące ingerencje w dolny bieg rzeki. Jednocześnie w środkowym biegu zbudowano zbiornik retencyjny Požeg, który miał przede wszystkim zatrzymywać wody powodziowe, ponieważ obecne sztuczne koryto rzeki było zbyt wąskie, aby odprowadzać duże przepływy. Zbiornik zbudowano pośrodku bagiennego lasu dawnych wąwozów, co sprzyjało jego ekologicznemu odrodzeniu. Obecnie jest on przeznaczony również do hodowli narybku ryb, a ze względu na bujną roślinność, wraz z otaczającym go lasem bagiennym, wchodzi w skład Parku Krajobrazowego Rački ribniki-Požeg, a także obszaru Natura 2000 (Rački ribniki-Požeg), gdyż jest niezwykle ważnym siedliskiem dla licznych ptaków, płazów, ważek i innych gatunków zwierząt i roślin.